# 碑衾町
碑衾町（ひぶすままち）は、東京府荏原郡にかつて存在した町である。現在の目黒区の南部に位置していた。町名の由来は碑文谷と衾。おおむね東急東横線の沿線にあたる。

## 沿革
- 1889年（明治22年）5月1日 - 町村制の施行に伴い、碑文谷村の全域と衾村の一部（残部は玉川村に編入）が合併して碑衾村が発足。
- 1923年（大正12年） - 関東大震災により東京市方面からの移住者が急増する[1]。
- 1926年（大正15年）12月17日 - 鉄筋コンクリート2階建ての新庁舎竣工[2]。
- 1927年（昭和2年）4月1日 - 碑衾村が町制施行して碑衾町となる。
- 1931年（昭和6年）4月1日 - 碑衾が難読であることを理由に、町名を公募で決めた「朝日町」に改名する予定であった[3]が、東京市への編入が現実味を帯びてきたため、立ち消えとなっている。
- 1932年（昭和7年）6月16日 - 大字衾の一部から大字自由ヶ丘が成立。
- 1932年（昭和7年）9月10日 - 大字碑文谷の一部から大字鷹番、三谷、本郷が成立。
- 1932年（昭和7年）10月1日 - 荏原郡全域が東京市に編入。碑衾町の区域は目黒区となる。

## 歴代村長・町長
- 初代：栗山久次郎[4]
- 二代：小杉信太郎
- 三代（町長）：角田光五郎
- 四代：野崎小十郎（海軍少将）
- 五代：中野浩

合併し消滅

## 経済

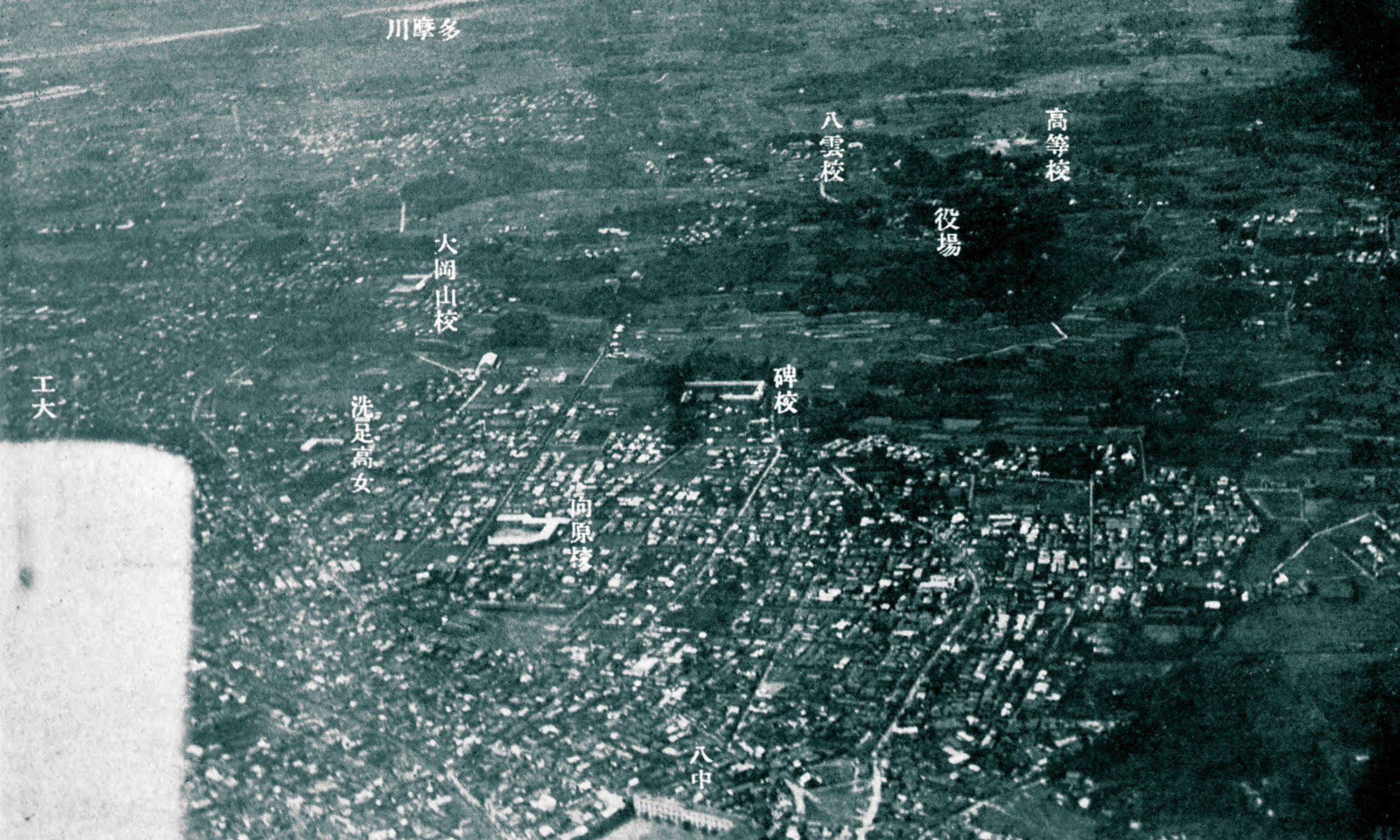
碑衾町の航空写真（1932年）

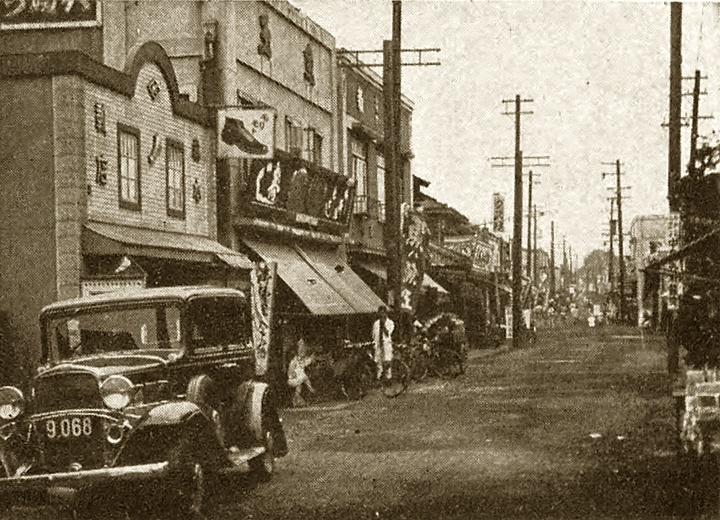
大岡山の商店街（1932年）

### 産業
農業
『大日本篤農家名鑑』によれば、碑衾村の篤農家は栗山、河原、井上などがいた。『日本紳士録』によれば、農業を営む人物は栗山、小杉などがいた。
商工業
- 栗山銀右衛門（漬物商）[6]
- 小杉慶壽（白米商）[7]

## 交通

### 鉄道
- 東京横浜電鉄（現東京急行電鉄）

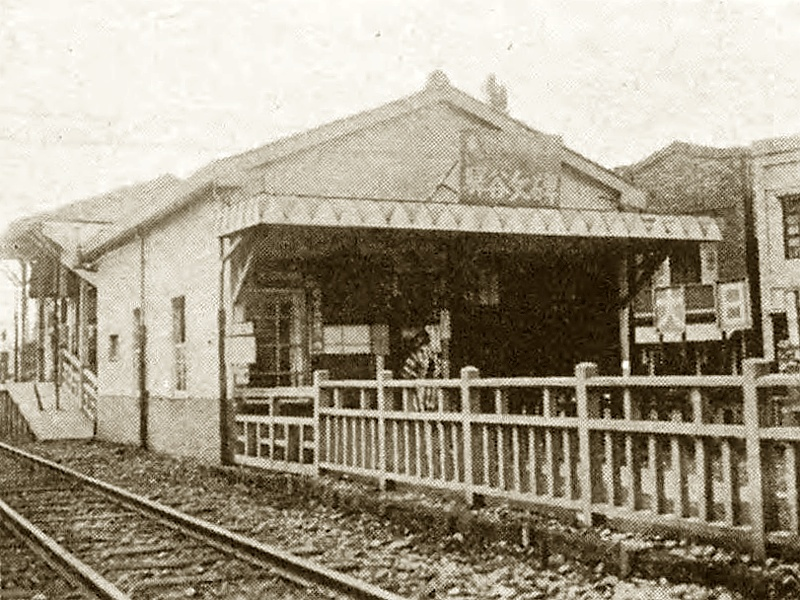
碑文谷駅（1932年）

  - 東横線：碑文谷駅 - 府立高等駅 - 自由ヶ丘駅
- 目黒蒲田電鉄（現東京急行電鉄）
  - 大井町線：中丸山駅

### 道路
いずれも現在の呼称。
- 目黒通り
- 駒沢通り

## 名所・旧跡
- 八雲氷川神社 - 衾字中宮前1695番地
- 碑文谷八幡宮 - 碑文谷字宮ノ久保1938番地
- 熊野神社 - 衾字谷山野2689番地
- 円融寺 - 碑文谷字門前1093番地
- 高木神社 - 碑文谷字子ノ神1687番地
- 金蔵院 - 衾字中宮谷1425番地
- 常円寺 - 衾字東寺山570番地
- 東光寺 - 衾字東寺山565番地
- 正泉寺 - 碑文谷字門前1115番地
- 立源寺 - 衾字中本村2060番地
- 北野神社 - 衾字東下通473番地
- 碑文谷鬼子母神 - 碑文谷字向原260番地

- 碑文谷八幡宮
- 円融寺山門

## 地域
- 大字碑文谷
  - 字東原、金杉原、月光原、向原、池ノ上、谷頭、六畒割、唐ヶ崎、鷹番、五本木前、馬引沢境、北三谷、三谷、田向、門前、東池ノ下、法界塚下、金杉下、十羅刹下、下山、中丸、池ノ谷、南原、原、大門東、寺前、子ノ神、子ノ神前、三合塚、道京塚、宮ノ久保、安藤山、上ノ台、本郷後、本郷、本郷前、寺西、池ノ下、殿山、西ノ前
- 大字衾
  - 字平南大岡山、平北大岡山、平鉄飛、平前、平南原、平北原、平稲荷丸、東柿ノ木坂南、東三谷、東柿ノ木坂北、東下通、東寺山、東上原、東天沼、東中通、東谷戸、東曽根、東中丸、東中原、東下原、東下芳窪、東上芳窪、東大原、東梶屋敷、東池淵、東前原、東水窪、中宮ヶ谷、中化坂、中一ッ木、中宮前、中根西、中坂口、中寺前、中本村、中寺郷、中関根、中里、谷上台、谷畑東、谷畑中、谷東前、谷畑西、谷灰野良、谷山野、谷鷺草、谷權現前、谷向下、谷畑下、谷二枚橋、谷石川端

## 現在の地名
大岡山、柿の木坂、自由が丘、洗足、平町、鷹番、中根、原町、東が丘、碑文谷、緑が丘、南、目黒本町、八雲、中央町一丁目（いずれも大体の範囲）

## 教育機関

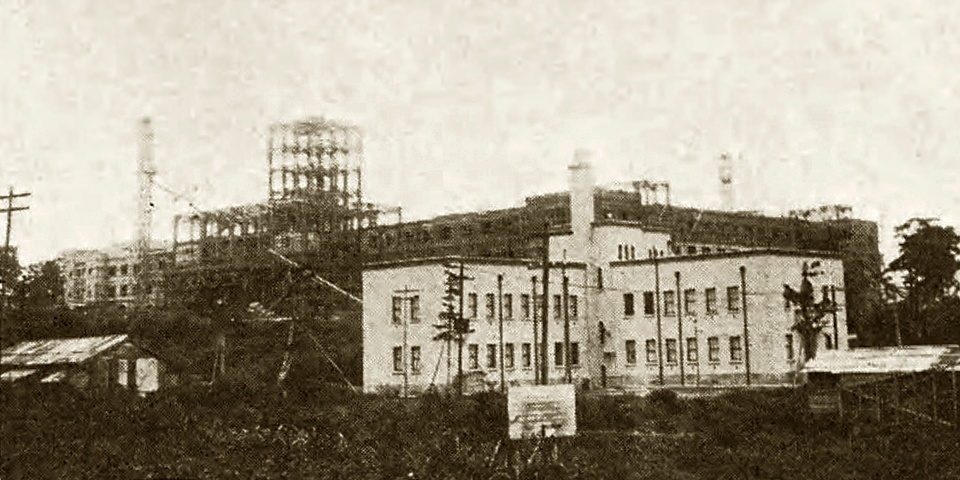
建設中の東京工業大学本館（1932年）

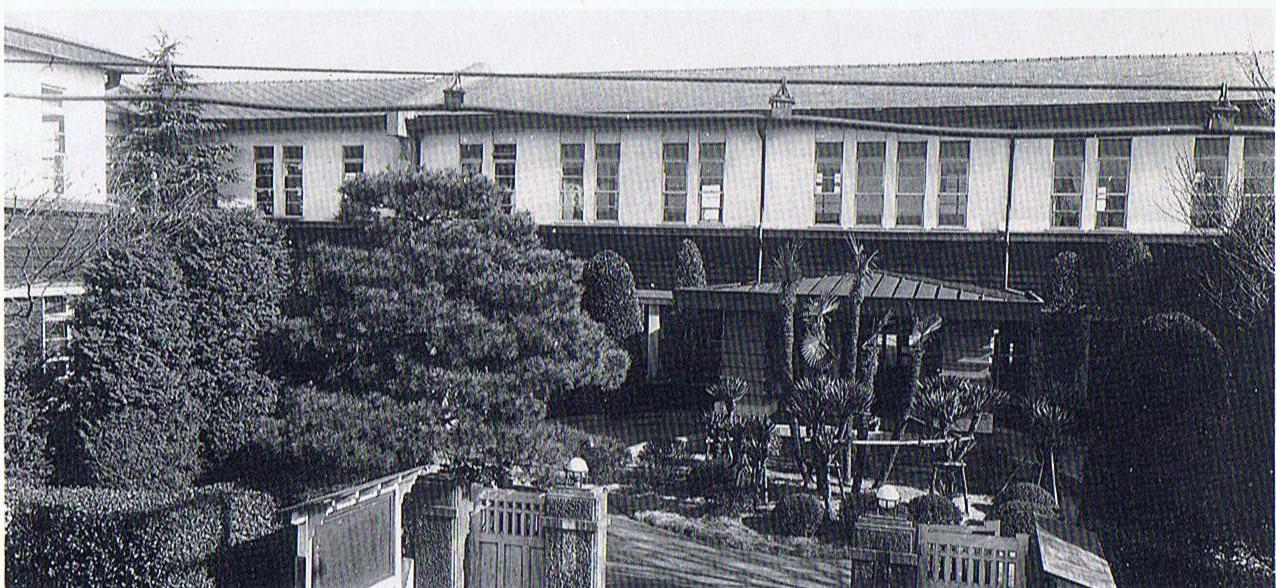
洗足高等女学校（1932年）

- 東京高等工業学校（1924年4月移転）[8]→東京工業大学（1929年4月昇格） - 衾字平南大岡山32番地
- 府立高等学校（1932年4月移転）[9]
- 洗足高等女学校 - 碑文谷字中丸1381番地
- 碑衾町青年訓練所
- 八雲青年訓練所
- 碑商業実務学校
- 八雲商業実務学校
- 碑実務女学校
- 八雲実務女学校
- 碑尋常高等小学校 - 碑文谷字門前1108番地
- 八雲尋常高等小学校 - 衾字東寺山554,558番地
- 大岡山尋常小学校 - 碑文谷字道京塚1877番地
- 向原尋常小学校 - 碑文谷字向原1238-1239,1243-1245番地
- 自由ヶ丘学園尋常小学校 - 衾字谷權現前2809番地
- 大岡山幼稚園 - 衾字平北大岡山76番地

## 出身・ゆかりのある人物
- 石田武太郎（中外商業新報政治部長、碑衾町会議員） - 俳優石田純一の祖父。住所は大岡山[10]。
- 石田武（NHKアナウンサー）
- 栗山久次郎（地主、農業、篤農家、碑衾村長）
- 栗山徳蔵（地主、農業、碑衾町会議員、目黒区会議員）
- 栗山政五郎（地主、農業、碑衾町会議員）
- 富岡惟中（工学博士、技師）
- 富岡有象（医学博士、医師）